# Uppkopplad bil
Uppkopplad bil är en bil som är en som kan kommunicera i två riktningar med andra system utanför bilen (LAN). Detta gör att bilen kan dela internetåtkomst och därmed data med andra enheter både i och utanför fordonet. För säkerhetskritiska applikationer förväntas det att bilar också kommer att anslutas med Dedicated Short Range Communications (DSRC) som fungerar i FCC-beviljade 5,9 GHz-band med mycket låg latens.

## Tillämpningsområden
Den uppkopplade tekniken kan användas till att öka säkerheten i trafiken. Exempel på tillämpningsområde är uppkopplad kollisionsvarning, varning för vägarbete, trafikljusprioritet och tidiga varningar för utryckningsfordon.

## Typer anslutning
Det finns 5 sätt ett fordon kan anslutas till dess omgivningar och kommunicera med dem.
- V2I "Fordon till infrastruktur": Tekniken fångar upp data som genereras av fordonet och ger föraren information om infrastrukturen. V2I-tekniken kommunicerar information om säkerhet, rörlighet eller miljörelaterade förhållanden.[8]
- V2V "Fordon till Fordon": Tekniken kommunicerar information om hastighet och position för omgivande fordon genom ett trådlöst informationsutbyte. Målet är att undvika olyckor, underlätta trafikstockningar och påverka miljön positivt.[9]
- V2C "Fordon till Cloud": Tekniken utbyter information om och för applikationer av fordonet med ett molnsystem. Detta tillåter fordonet att använda information från andra, även om molnanslutna industrier som energi, transport och smarta hem och utnyttjar IoT.[10]
- V2P "Fordon till fotgängare": Tekniken avkänner information om sin miljö och kommunicerar den till andra fordon, infrastruktur och personliga mobila enheter. Detta gör det möjligt för fordonet att kommunicera med fotgängare och är avsett att förbättra säkerheten och rörligheten på vägen.[11]
- V2X "Fordon till allt": Tekniken kopplar samman alla typer av fordon och infrastruktursystem med ett annat. Denna anslutning inkluderar bilar, motorvägar, fartyg, tåg och flygplan.[12]